# Eufemia (hrabina Oettingen)
Eufemia (hrabina Oettingen) (ur. 1370–1385 r., zm. 17 listopada 1447 r.) – księżniczka ziębicka, władczyni księstwa ziębickiego.
Eufemia była zapewne najstarszą córką Bolka III i Eufemii bytomskiej. Miała braci Mikołaja, Jana i Henryka. W 1397 r. została żoną hrabiego Fryderyka III z Oettingen (zm. 23 stycznia 1423). Miała z nim jedenaścioro dzieci (pięciu synów i sześć córek). Zapewne pod jej wpływem wykonano dla biblioteki hrabiów Oettingen przekład żywota św. Jadwigi na język niemiecki opatrzony 71 kolorowymi rycinami. Po śmierci męża Eufemia wróciła do Ziębic. Po śmierci w 1435 r. Puty z Czastolowic, pożyczyła cesarzowi Zygmuntowi Luksemburskiemu 4000 guldenów reńskich i 100 kop groszy dla zaspokojenia pretensji Anny oświęcimskiej, matki Puty, która wystąpiła z nimi w imieniu swoich wnuczek Anny i Katarzyny. W zamian za to Zygmunt 11 listopada 1435 r. lub 1436 r. zastawił jej księstwo ziębickie. Przeciw temu zaprotestował opat henrykowski Mikołaj. Rzucił na nią podejrzenie, że jest husytką. W odwecie z rozkazu Eufemii Zygmunt von Rachenau, kasztelan w Chałupkach, splądrował i spalił w 1438 r. klasztor w Henrykowie. Po pewnym czasie Eufemia utraciła księstwo, które w 1443 r. objął jej siostrzeniec Wilhelm opawski, i wróciła do Niemiec.